# Callipodium aureum
Callipodium aureum is een zachte koraalsoort uit de familie Anthothelidae. De koraalsoort komt uit het geslacht Callipodium. Callipodium aureum werd in 1930 voor het eerst wetenschappelijk beschreven door Hickson. 